# Agave rosei
Agave rosei ist eine Pflanzenart aus der Gattung der Agaven (Agave) in der Unterfamilie der Agavengewächse (Agavoideae). Das Artepitheton rosei ehrt den US-amerikanischen Botaniker Joseph Nelson Rose.

## Beschreibung
Die an ihrer Basis nicht verschmälerten Laubblätter von Agave rosei sind etwa 30 Zentimeter lang und 0,7 Zentimeter breit. Ihre Blattränder sind undeutlich papillös.
Der „ährige“ Blütenstand ist 110 Zentimeter lang. Der blütentragende Teil ist dabei etwa 18 Zentimeter lang und trägt etwa 10 blühende Knoten. Der unterste Blütenstiel weist an abgeblühten Blüten eine Länge von 6 Millimeter, sonst von 2,5 bis 4 Millimeter, auf. Die Perigonblätter der Blüten sind weiß. Die Blütenröhre ist nahe ihrer Basis gebogen und 14 bis 15 Millimeter lang. Ihre eiförmigen Blütenzipfel sind 2,5 bis 3 Millimeter lang und 1,5 bis 2 Millimeter breit. Die Staubbeutel weisen eine Länge von 4,5 bis 4,7 Millimeter auf, die freien Teile der Staubfäden sind etwa 7 Millimeter lang.
Über die Früchte und Samen ist nichts bekannt.

## Systematik und Verbreitung
Agave rosei ist im mexikanischen Bundesstaat Nayarit in einem tiefen Canyon verbreitet. Sie ist nur vom Typusfundort bekannt.
Die Erstbeschreibung als Polianthes montana durch Joseph Nelson Rose wurde 1903 veröffentlicht. Joachim Thiede und Urs Eggli stellten die Art 1999 in die Gattung Agave. Dabei mussten sie einen neuen Namen wählen, da bereits die Art Agave montana Villarreal (1996) existierte.
Die Art gehört in die Untergattung Manfreda und wird dort der Polianthes-Gruppe zugeordnet.

## Nachweise